# Parque nacional de Tesso Nilo
El parque nacional de Tesso Nilo (en indonesio: Taman Nasional Tesso Nilo) se encuentra ubicado en la provincia de Riau, Sumatra, Indonesia. Fue declarado parque nacional por el gobierno de Indonesia en 2004. El área original del parque fue 385,7 km², pero ya se tomó la decisión para expandirlo a 1000 km². En el parque nacional de Tesso Nilo se encuentran algunas de las mayores selvas tropicales de tierras bajas que quedan en Sumatra. El Centro para la Gestión de la Biodiversidad ha realizado un estudio a más de 1800 espacios en los bosques tropicales de todo el mundo, ellos encontraron que no hay otro lugar que tenga tantas plantas vasculares como las que hay en Tesso Nilo. El Instituto Indonesio de Ciencias (LIPI) estudio a los bosques a lo largo de Sumatra, y también encontró que Tesso Nilo, por mucho, posee la mayoría de las especies del área.